# Alte Gerberei (Ohrdruf)

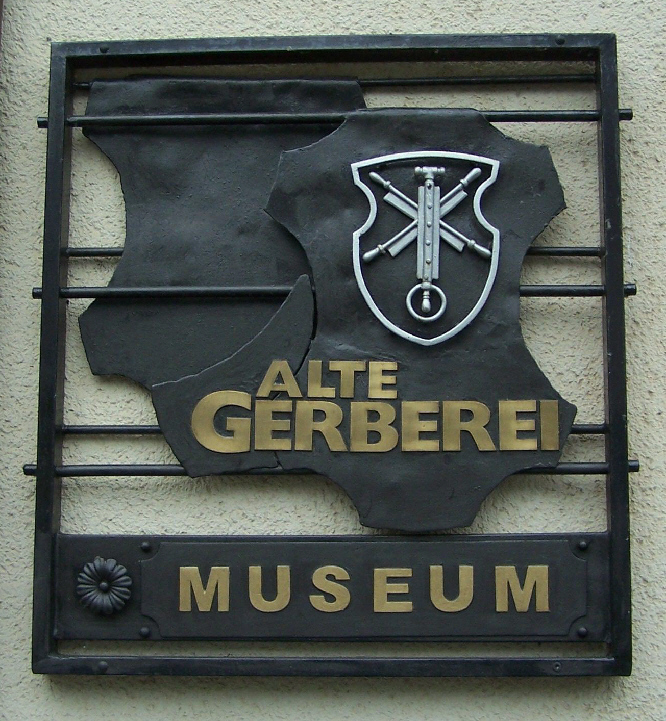
Werbeschild des Museums (2009)

Die Alte Gerberei ist ein Museum und Technisches Denkmal in Ohrdruf in Thüringen. Sie liegt gegenüber Schloss Ehrenstein am anderen Ufer der Ohra. 

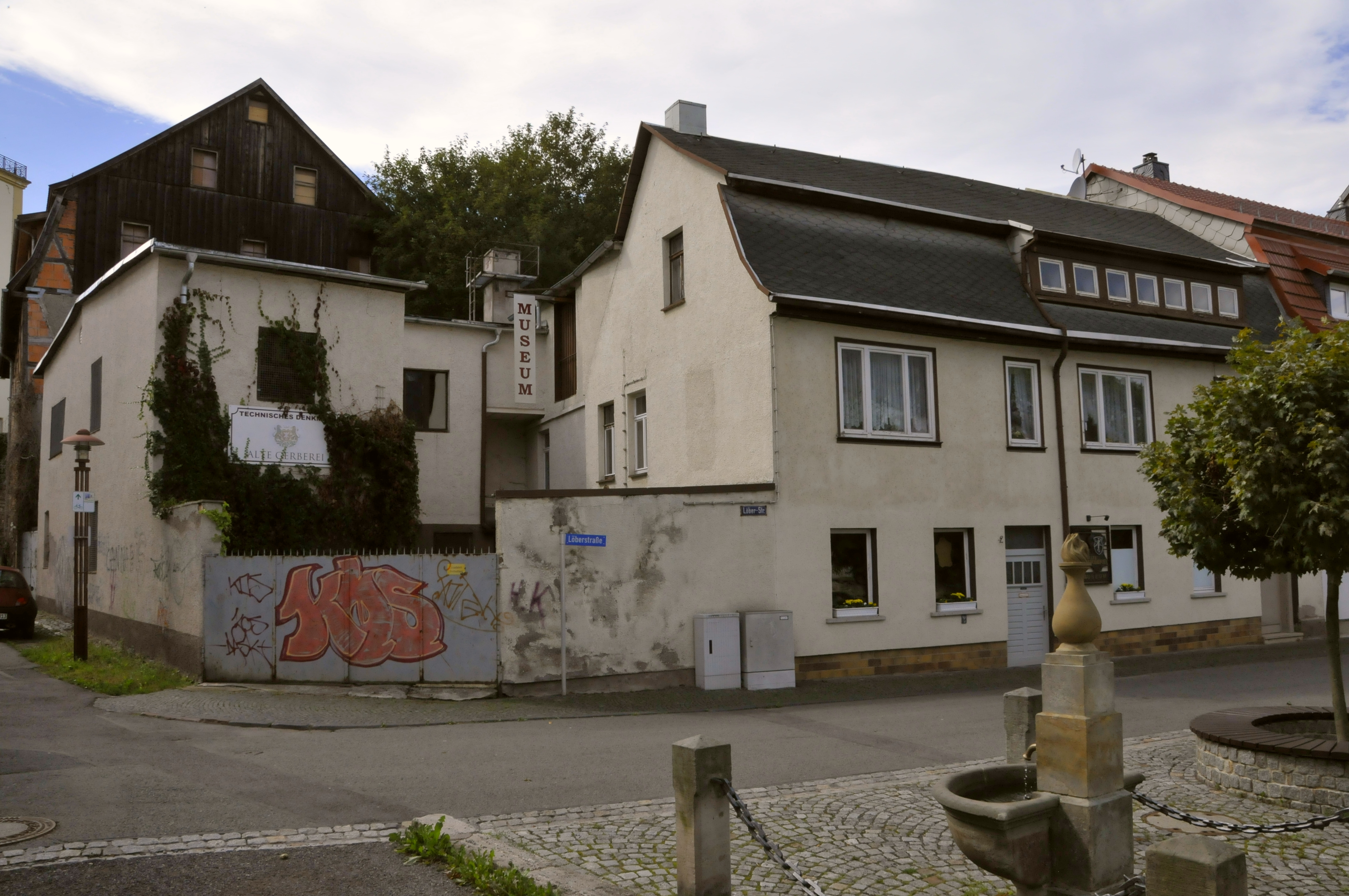
Alte Gerberei

## Geschichte
Das Gerberhandwerk gehörte in der Vergangenheit zu den wirtschaftlichen Grundlagen der Stadt Ohrdruf. Die Gerber verrichteten ihr Handwerk in den Gerbereien der Löwen- oder Löbersgasse und am hier angrenzenden Ufer der Ohra. Im 16. Jahrhundert zählte man in Ohrdruf über 20 Gerbereien.
Im 20. Jahrhundert wurde auch in Ohrdruf der Übergang zur maschinellen Gerbung vollzogen, die traditionellen Loh- und Rotgerbereien waren dann unter den sich verschärfenden Markt- und Produktionsbedingungen gezwungen, ihr Handwerk aufzugeben.
Aus dem Wunsch heraus, das für die Stadtgeschichte und die Region bedeutende Handwerk für interessierte Besucher darstellen zu können, wurde das Haus Löberstraße 2 mit der darin  befindlichen Werkstatteinrichtung des letzten Ohrdrufer Gerbermeisters Manfred John als Technisches Denkmal ausgewiesen. 2006 wurde zudem ein Museumsverein gegründet, der sich das Ziel gesetzt hat, das alte Gerberhaus zu restaurieren. Aus diesem Vorhaben heraus hat man in einem zweiten Schritt mit dem Aufbau des Technik-Museums Alte Gerberei begonnen. An Wochenenden werden Schauvorführungen gezeigt.  